# Decennio perduto (Giappone)
L'espressione decennio perduto (失われた十年?, Ushinawareta Jūnen) designa una fase di recessione e stagnazione economica in Giappone manifestatasi a partire dal periodo 1991-1992 in seguito allo scoppio della bolla speculativa giapponese avvenuto tra la fine del 1989 e gli inizi del 1990. L'espressione, originariamente utilizzata in relazione al periodo compreso tra il 1991 e il 2000, venne in seguito estesa in senso lato includendo anche il decennio 2001-2010; l'intero arco temporale in esame viene menzionato negli studi economici con il nome di ventennio perduto (失われた二十年?, Ushinawareta Nijūnen). La crisi ebbe conseguenze profonde sull'economia giapponese, causando una contrazione del prodotto interno lordo reale che è continuata per un arco di tempo più che ventennale. Nello stesso periodo il Giappone ebbe una significativa deflazione. Tra il 1991 e il 2012 i salari reali hanno assistito ad una riduzione media annuale dello 0.28%. Nel mercato del lavoro gli aggiustamenti dei salari reali a fronte della deflazione sono stati caratterizzati da una scarsa flessibilità; dopo aver raggiunto un picco nel 1997 essi hanno registrato continue significative riduzioni solo a partire dal 1998. Alla crisi economica e dei mercati finanziari si affiancò anche una fase di instabilità politica, caratterizzata dalle scissioni e dalla significativa erosione del consenso del Partito Liberal Democratico, che nel 1993 perse la maggioranza di governo per la prima volta nella sua storia.
Nonostante vi siano negli ambienti economici voci discordanti circa le cause e la portata degli effetti di tale crisi sul sistema economico giapponese, le conseguenze del decennio perduto sono nel complesso condivise dagli studiosi e influenzano tuttora le scelte di politica economica del Giappone. Tra le possibili cause della crisi ipotizzate troviamo un'inadeguata politica fiscale, la trappola della liquidità, la mancanza di investimenti, problemi di intermediazione finanziaria e diminuzione della produttività totale dei fattori. Le riforme più significative che hanno cercato di affrontare il lascito del decennio perduto e i problemi strutturali del sistema economico nazionale sono state introdotte durante i governi Koizumi (2001-2006) e Abe (2012-2020). Ultimi in ordine di tempo troviamo i provvedimenti di politica fiscale, monetaria e di stimolo della crescita inaugurati tra il 2012 e il 2013 dal governo di Shinzō Abe e continuati durante la sua amministrazione. Tali misure, note con il nome collettivo di Abenomics, sono state, tra quelle tentate a partire dalla crisi, le più estese e complesse.